# Comuna Pestișu Mic, Hunedoara
Pestișu Mic este o comună în județul Hunedoara, Transilvania, România, formată din satele Almașu Mic, Ciulpăz, Cutin, Dumbrava, Josani, Mănerău, Nandru, Pestișu Mic (reședința) și Valea Nandrului.

## Demografie
Componența etnică a comunei Pestișu Mic
     Români (95,68%)
     Alte etnii (0,64%)
     Necunoscută (3,68%)
Componența confesională a comunei Pestișu Mic
     Ortodocși (90,32%)
     Penticostali (2,8%)
     Alte religii (2,4%)
     Necunoscută (4,48%)
Conform recensământului efectuat în 2021, populația comunei Pestișu Mic se ridică la 1.250 de locuitori, în creștere față de recensământul anterior din 2011, când fuseseră înregistrați 1.207 locuitori. Majoritatea locuitorilor sunt români (95,68%), iar pentru 3,68% nu se cunoaște apartenența etnică. Din punct de vedere confesional, majoritatea locuitorilor sunt ortodocși (90,32%), cu o minoritate de penticostali (2,8%), iar pentru 4,48% nu se cunoaște apartenența confesională.

## Politică și administrație
Comuna Pestișu Mic este administrată de un primar și un consiliu local compus din 9 consilieri. Primarul, Saul-Daniel Dobruțchi[*], de la Partidul Național Liberal, este în funcție din octombrie 2020. Începând cu alegerile locale din 2024, consiliul local are următoarea componență pe partide politice:
|  | Partid                          | Consilieri | Componența Consiliului | Componența Consiliului | Componența Consiliului | Componența Consiliului |
|  | ------------------------------- | ---------- | ---------------------- | ---------------------- | ---------------------- | ---------------------- |
|  | Partidul Național Liberal       | 4          |                        |                        |                        |                        |
|  | Partidul Social Democrat        | 3          |                        |                        |                        |                        |
|  | Alianța pentru Unirea Românilor | 1          |                        |                        |                        |                        |
|  | Forța Dreptei                   | 1          |                        |                        |                        |                        |

## Atracții turistice
- Biserica de lemn "Sfântul Nicolae" din satul Almașu Mic, construcție 1624, monument istoric
- Situl arheologic de la Nandru

## Imagini

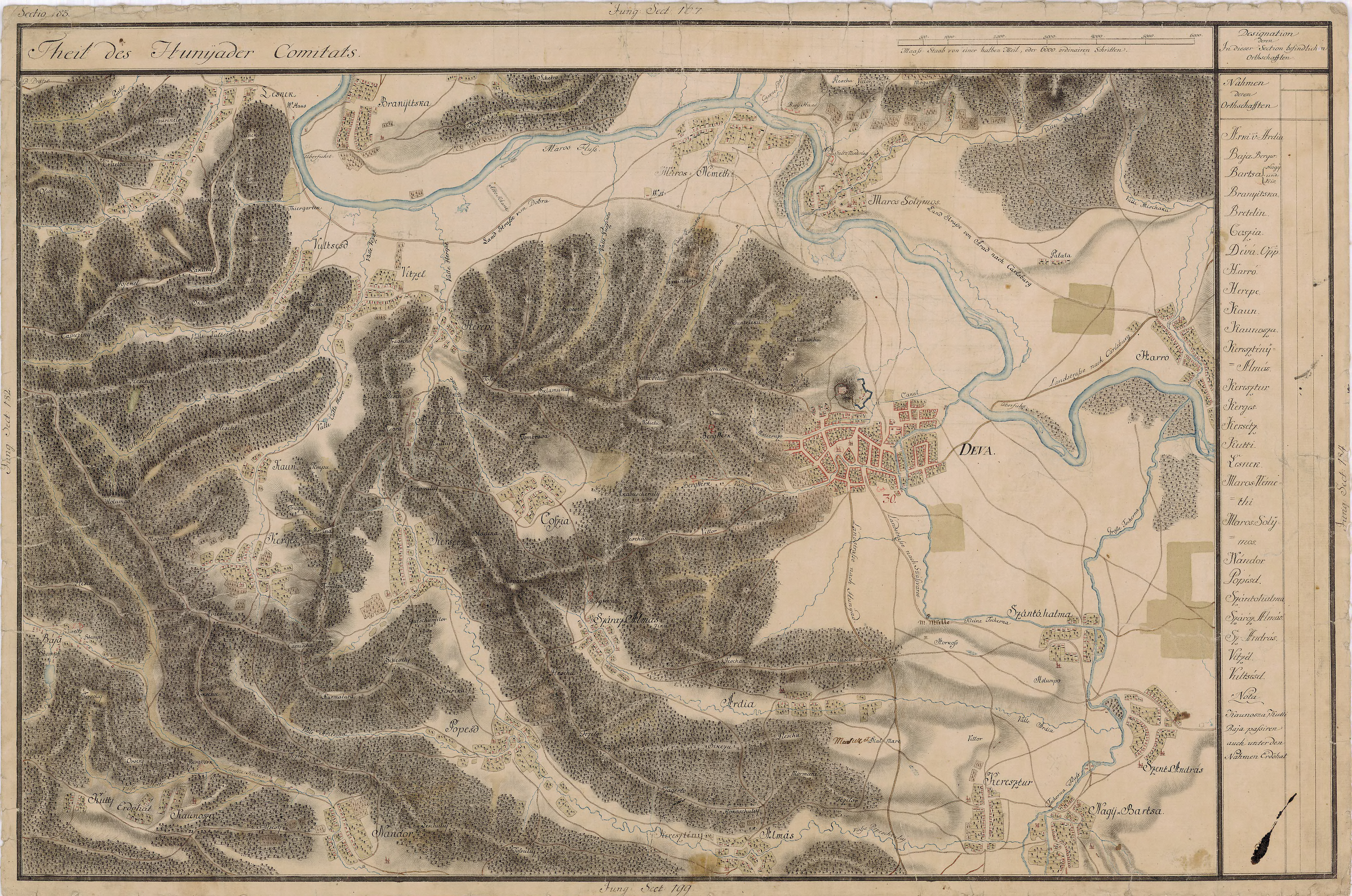
Peştişu Mic în Harta Iosefină a Transilvaniei, 1769-1773
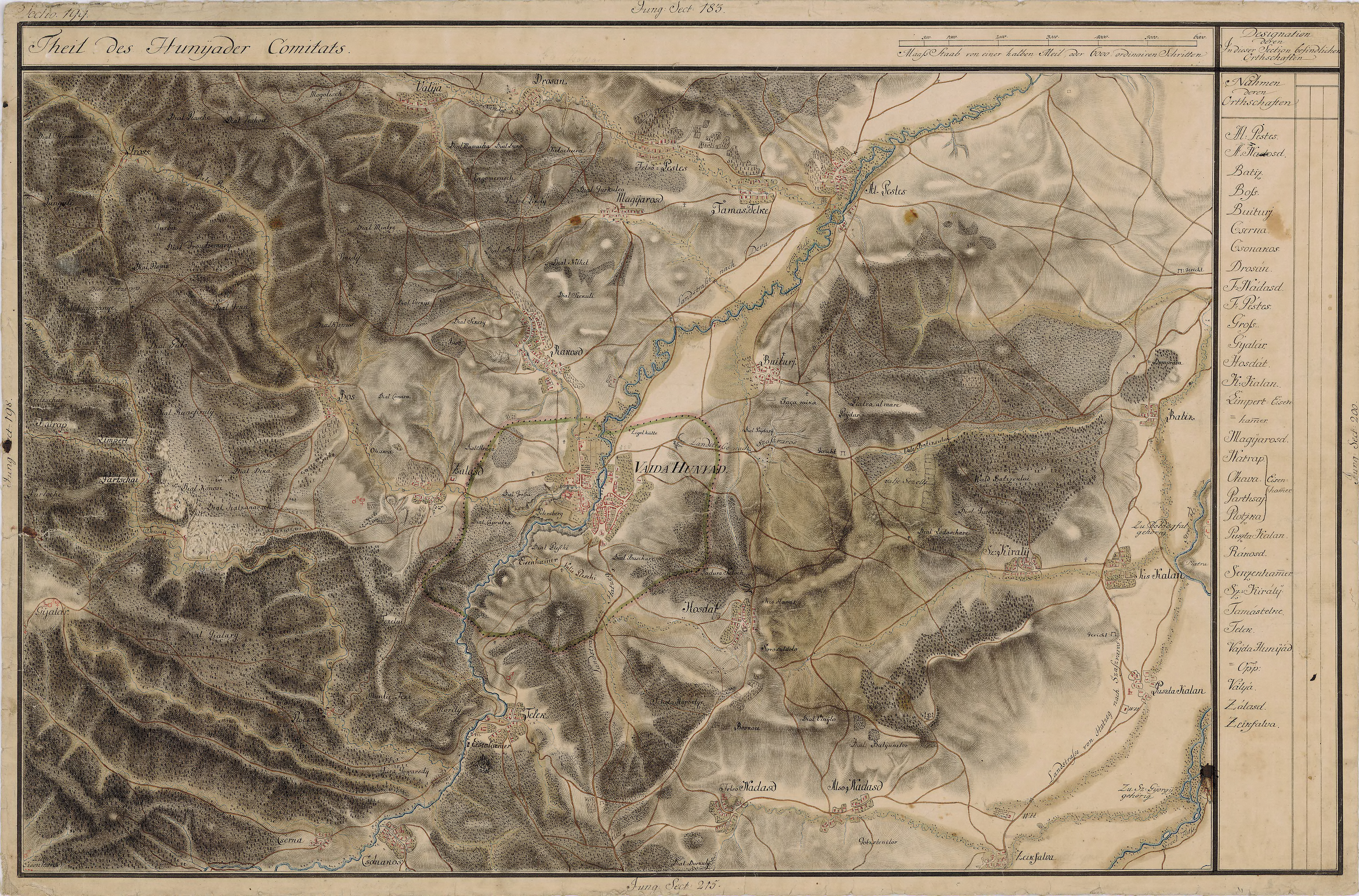
Peştişu Mic în Harta Iosefină a Transilvaniei, 1769-1773